# Bogenschützengesellschaft der Stadt Bern

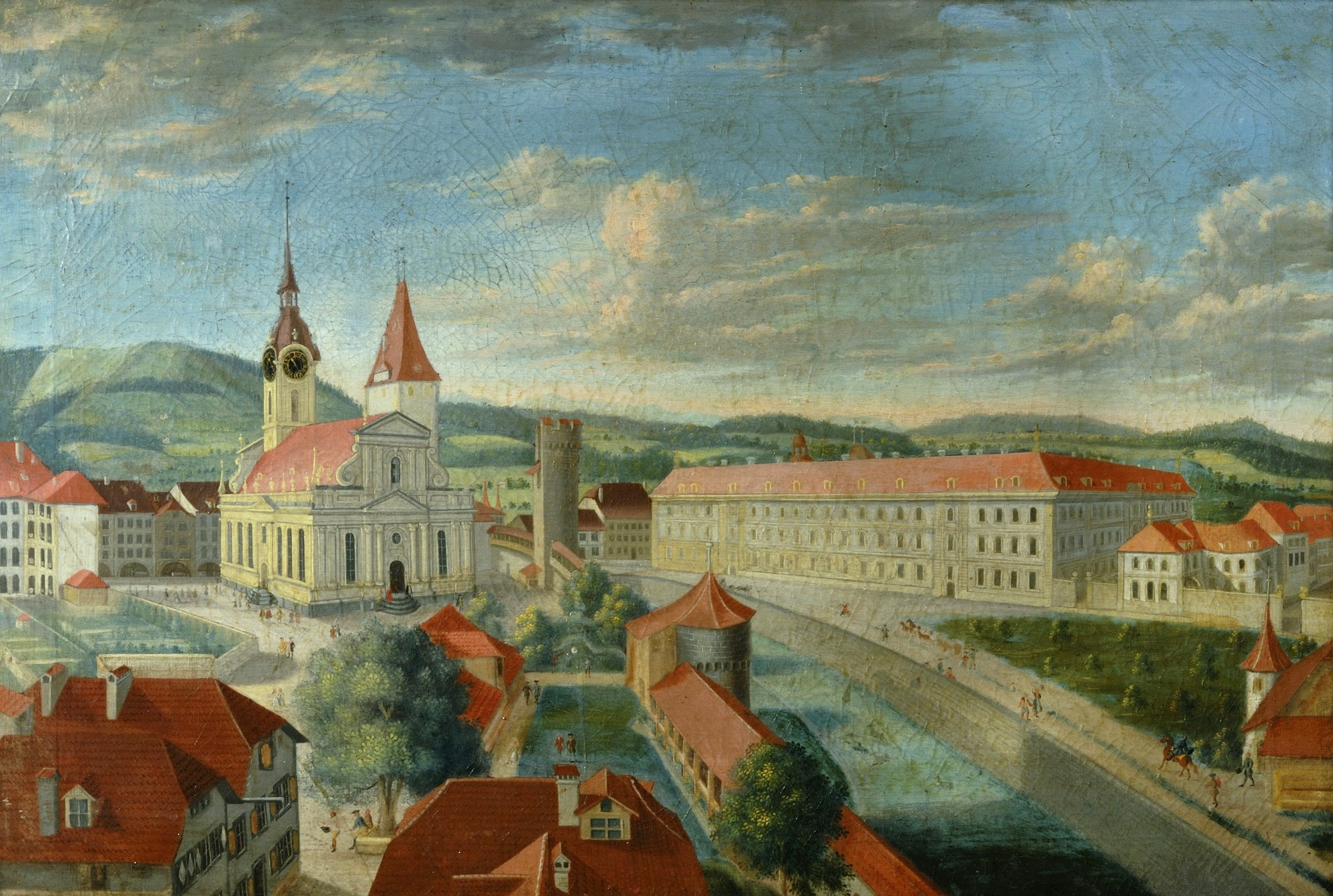
Der Zwingelhof (Vordergrund, Mitte), Zielstatt der Berner Bogenschützen, Gemälde von Johann Grimm (um 1730)

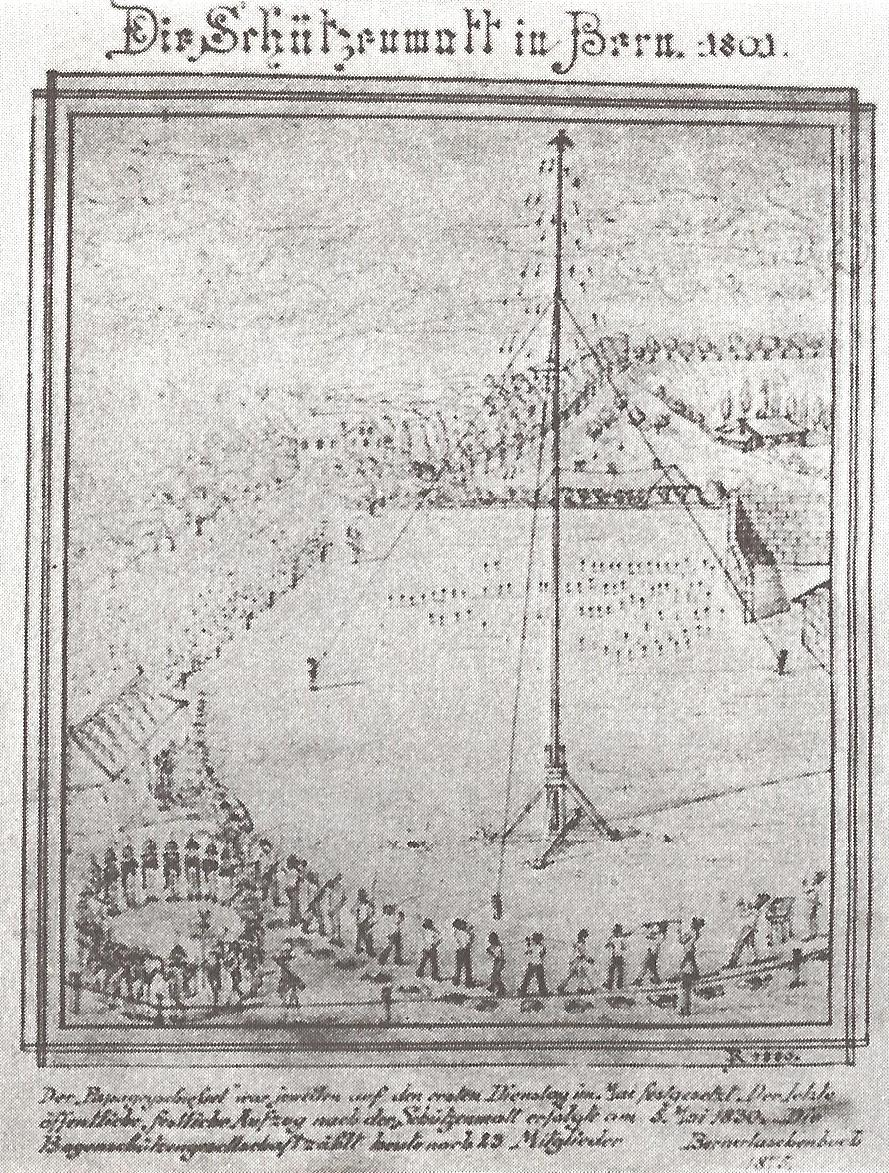
Der Papageienschiesset auf der Schützenmatt in Bern (1801)

Die Bogenschützengesellschaft der Stadt Bern ist eine Schützengesellschaft in der Stadt Bern, die sich ausschliesslich aus Angehörigen ehemals regimentsfähiger Geschlechter zusammensetzt.

## Geschichte
Die Berner Bogenschützen übten bis 1630 möglicherweise auf der Schützenmatt, erhielten später den Zwingelhof (heute Bollwerk) zugewiesen. Melchior Berri plante 1830 ein neues Schützenhaus beim Burgerspital (heute Bogenschützenstrasse), welches durch Eduard Stettler ausgeführt wurde. Mit dem Bau des Bahnhofs mussten die Bogenschützen abermals umziehen und erhielten 1893/94 ihr heutiges, durch den Architekten René von Wurstemberger erbautes Schützenhaus im Kirchenfeld. Das Giebelfeld des Berri-Baus mit der Inschrift SIC AVITA PATRIA RESURGAT wurde beim Neubau wiederverwendet. Die Bogenschützen veranstalteten bis 1830 jeweils am ersten Dienstag im Mai auf der Schützenmatt ein Vogelschiessen mit Volksfest, bei dem auf einen hölzernen Papagei auf einer Stange geschossen wurde. Der Gewinner erhält die Königswürde für ein Jahr.
2014 setzen sich die Mitglieder der Gesellschaft aus Angehörigen der Familien von Bonstetten, Brunner, zu Dohna, von Erlach, von Fischer, von Graffenried, von May, von Sinner, von Werdt, Thormann, von Tavel, von Wattenwyl, Wurstemberger, Stämpfli, von Steiger (weiss) und Zeerleder zusammen.

## Personen
- Emanuel von Graffenried[10], Schultheiss von Bern
- Samuel Jenner[11], Architekt, Mitglied des Grossen Rats
- Samuel Frisching[12], Schultheiss von Bern
- Johann Rudolf von Tavel, Schultheiss des Äussern Standes[13]
- Johann Friedrich Willading[14], Schultheiss von Bern
- Niklaus Friedrich von Steiger[15], Schultheiss von Bern
- Albrecht von Mülinen[16], Schultheiss von Bern
- Niklaus Bernhard Morell[17], Mitglied des Grossen Rats, Salzhandlungsverwalter
- Karl Friedrich Morell[18], Botaniker, Chemiker und Apotheker
- Sigmund David Emanuel von Wattenwyl[19], General
- Niklaus Friedrich von Mülinen[20], Schultheiss von Bern
- Ferdinand Albrecht von Wyttenbach[21], Chefarzt am Zieglerspital
- Samuel Moritz Albrecht Ludwig von Tscharner[22], Dr. iur., Sekretär der schweizerischen Gesandtschaft in Wien
- Philipp Thormann[23], Professor für Strafrecht und Rektor der Universität Bern
- Walther von Bonstetten[24], Diplomat
- Eduard von Steiger[25], Bundesrat
- Rudolf von Sinner[26], Architekt
- Georges Thormann[27], Architekt, Burgerratspräsident[28]
- Armand von Ernst, Banquier, Gutsbesitzer[29]